# Басса, Феррер

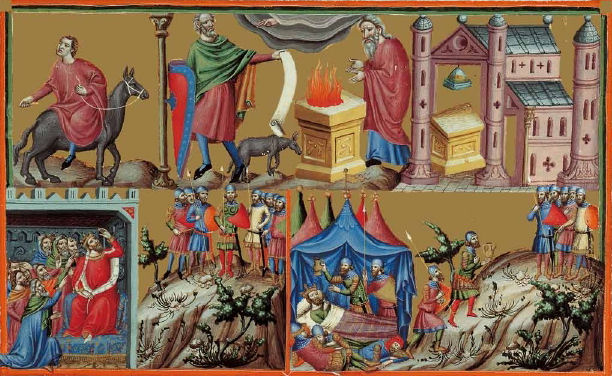
Иллюстрация в Англо-каталонской или Большой Кентерберийской псалтыри (между 1330 и 1340 г.)

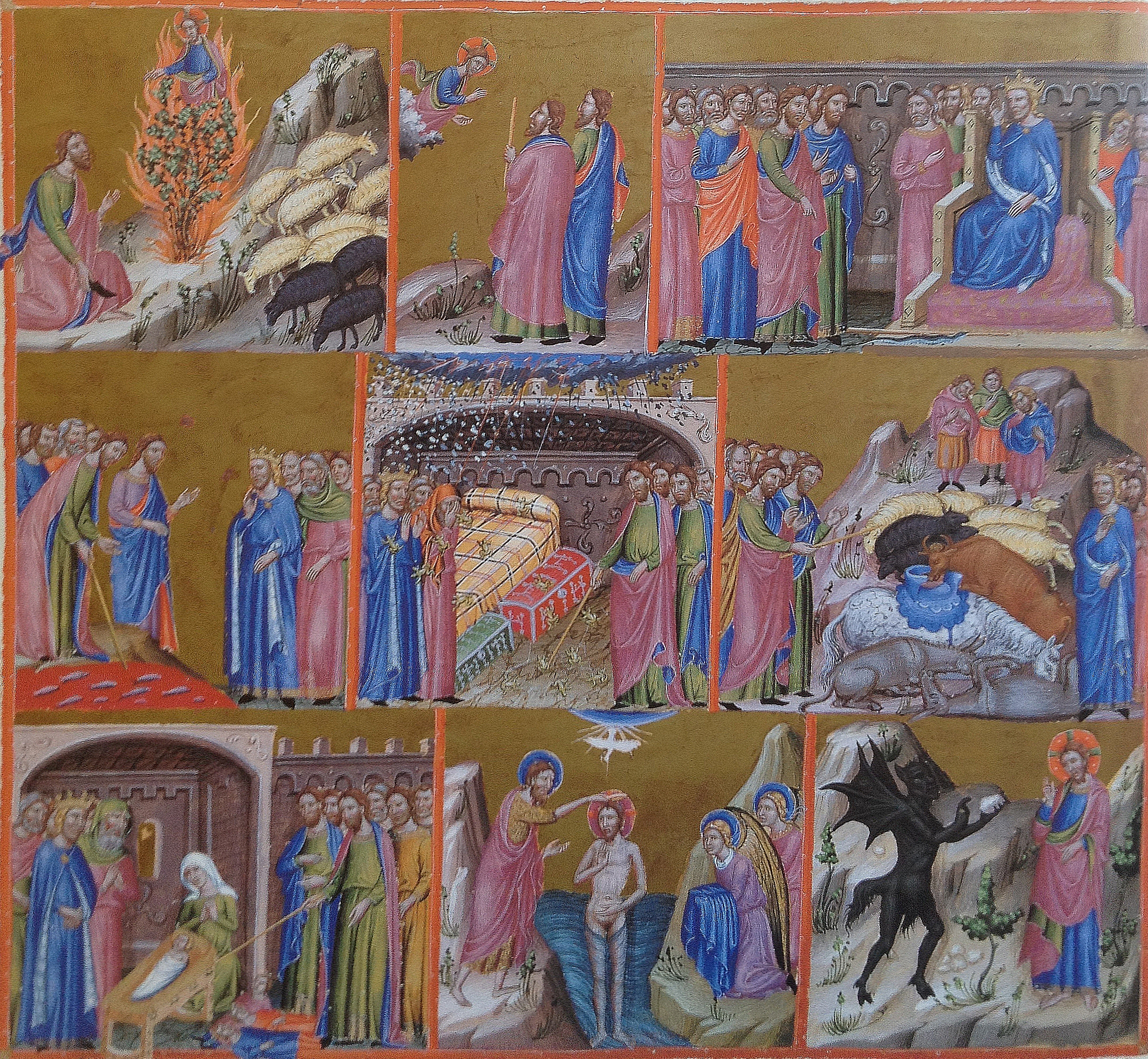
Иллюстрация в Англо-каталонской или Большой Кентерберийской псалтыри (между 1330 и 1340 г.)

Жом (Жауме) Феррер Басса (исп. Jaume Ferrer Bassa; между 1285 и 1290, ? — 1348, Барселона) — испанский, арагонский и каталонский готический живописец, художник-миниатюрист. Первый представитель итало-готического стиля в каталонской живописи XIV века.

## Биография

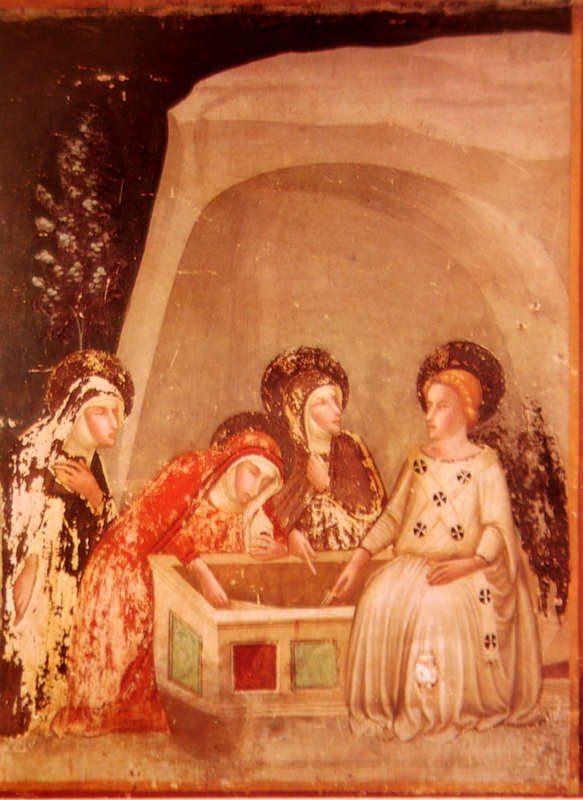
Фреска «Жёны-мироносицы у гроба». около 1346 г.

Активность художника пришлась на начало XIV века, что подтверждается двумя документами, которые свидетельствуют о его работе в двух часовнях в Сиджесе.
Через десять лет он работал на короля Альфонсо IV Арагонского, выполняя миниатюры для рукописей и костюмы Каталонии, в которых ощутимо сильное влияние французских и сиенских мастеров.
Его творчество достигло расцвета во время правления Педро IV Арагонского, например «Христос и Богородица» в королевской часовне в Барселоне (1344).
Его сын Арнау Басса также был художником и сотрудничал со своим отцом при выполнении нескольких работах. Оба умерли от чумы в 1348 году.

## Творчество

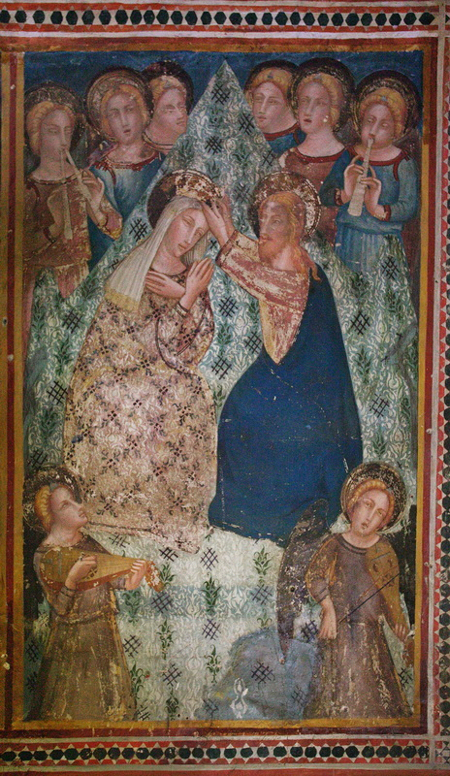
Фреска «Коронация Девы Марии» (1346. Монастырь Педральбес, Барселона)

Наиболее известные работы Басса — «Поклонение пастухов», «Жёны-мироносицы у гроба» (роспись в капелле Сан-Мигель монастыря Педральбес в Барселоне. 1346), «Коронация Девы Марии» (1346. Монастырь Педральбес, Барселона).
Эти фрески, направившие испанскую живопись в новое русло и находящиеся в небольшой капелле, прилегающей к монастырской галерее, заказанные аббатисой этого францисканского монастыря Сапортельей, были исполнены в 1346 г. Они состояли из приблизительно двадцати сцен; пятнадцать из них представляли собой большие композиции и были разделены на два регистра: первый посвящен Страстям Христовым («Бичевание Христа», «Несение креста», «Распятие Иисуса Христа», «Снятие с креста», «Положение во гроб»), а второй — Богоматери («Благовещение», «Рождество Христово», «Прославление Богоматери», «Коронование Марии»).
Фигуры святых (Иоанна Крестителя, св. Иакова, св. Евлалии, св. Екатерины) довершают художественный ансамбль, и поныне предстающий во всей своей новизне и свежести красок. Художник выходит здесь за рамки ранней французской готики и обнаруживает несомненное знакомство с Джотто и мастерами сиенской школы, хотя источники его искусства до сих пор неизвестны.
«Прославление Богоматери» и «Коронование Марии» напоминают развернутые композиции Дуччо ди Буонинсенья, Симоне Мартини и Лоренцетти; некоторые эпизоды «Страстей» напоминают соответствующие фрагменты из капеллы дель Арена в Падуе; только джоттовские формы, статичные и массивные, художник дополняет некой жизненной энергией и движением («Благовещение»); он придает пространству глубину и стремится усилить выразительность лиц. Колорит усилен неизменным темно-зеленым фоном, на котором иногда появляется растительный орнамент, деревья или листва («Поклонение волхвов», «Несение креста»).